# Robert M. Wallace

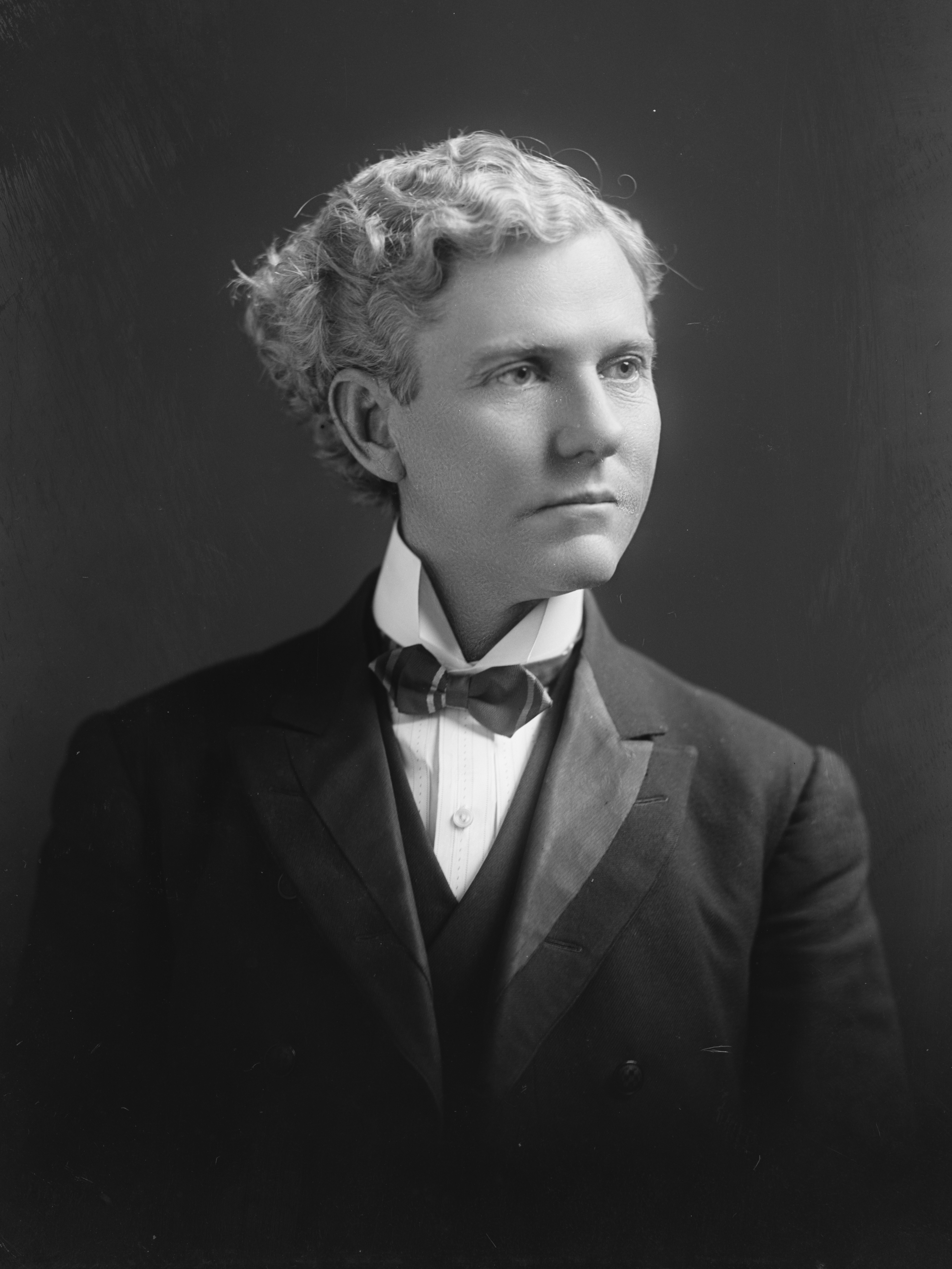
Robert M. Wallace (fotografiert im Atelier von C. M. Bell zwischen 1905 und 1906).

Robert Minor Wallace (* 6. August 1856 in New London, Union  County, Arkansas; † 9. November 1942 in Magnolia, Arkansas) war ein US-amerikanischer Politiker. Zwischen 1903 und 1911 vertrat er den siebten Wahlbezirk des Bundesstaates Arkansas im US-Repräsentantenhaus.

## Werdegang
Robert Wallace besuchte die öffentlichen Schulen seiner Heimat und danach bis 1876 das Arizona Seminary in Arizona (Louisiana). Nach einem Jurastudium und seiner im Jahr 1879 erfolgten Zulassung als Rechtsanwalt begann er in El Dorado in seinem neuen Beruf zu arbeiten. Er war Mitglied der Demokratischen Partei und gehörte in den Jahren 1881 und 1882 als Abgeordneter dem Repräsentantenhaus von Arkansas an. Zwischen 1887 und 1891 arbeitete Wallace für die amerikanische Post. Danach war er von 1891 bis 1892 Staatsanwalt im 13. Gerichtsbezirk von Arkansas. Im Jahr 1894 wurde er stellvertretender Bundesbezirksstaatsanwalt.
1902 wurde Wallace im neugeschaffenen siebten Wahlbezirk von Arkansas in das US-Repräsentantenhaus in Washington, D.C. gewählt. Nach drei Wiederwahlen konnte er zwischen dem 4. März 1903 und dem 3. März 1911 insgesamt vier Legislaturperioden im Kongress absolvieren. Im Jahr 1910 wurde er von seiner Partei nicht mehr für eine weitere Amtszeit nominiert. Nach seinem Ausscheiden aus dem Kongress arbeitete Wallace als Rechtsanwalt in Hot Springs und Little Rock. Er setzte sich damals auch für die Prohibitionsbewegung ein. Später zog er nach Magnolia, wo er 1942 verstarb.